# Anne-Louis Girodet de Roussy-Trioson
Anne-Louis Girodet de Roucy va ser un pintor nascut a França. Va ser deixeble de Jacques-Louis David. La seva obra, marcada per l'erotisme i el treball meticulós, ha estat gairebé oblidada fins fa unes dècades, quan va ser redescoberta ran de l'exposició amb motiu dels dos-cents anys del seu naixement, a la seva ciutat natal.

## Obra
Representa en pintura les primícies del romanticisme francès, encarnat en literatura per Chateaubriand. El caracteritza el seu gust pel que és estrany, el seu erotisme ambigu, la seva sofisticació literària, els misteris que l'envoltaven, fascinaven o desconcertaven, ja en vida. Girodet ha estat redescobert fa uns quaranta anys arran d'una exposició organitzada a Montargis en ocasió del bicentenari del seu naixement (1967). Dibuixant virtuós (dedica anys sencers a cadascun dels seus quadres) i perfecte retratista segons les teories psicològiques de Rousseau o de Lavater, és qui millor ha sabut apropar la pintura d'història a l'espectacle dels sentiments. La visió diacrònica de la seva obra permet posar en relleu les ruptures i contrastos del seu art, així com la importància del context històric de l'època, marcada per la revolució, l'execució d'un rei, el naixement i el regnat d'un emperador i, finalment, la tornada dels Borbons al tron. Políticament inclassificable i contradictori, entusiasta i oportunista, sexualment enigmàtic, Girodet és el tipus d'heroi romàntic, del qual fixa la imatge en el retrat de Chateaubriand. Rebel a la rigidesa de les categories artístiques, el seu interès pel que era immaterial i el somni, el seu gust per la poesia i el seu classicisme excèntric li fan pervertir i metamorfosar subtilment l'ensenyament de David. El seu art seductor i sovint estrany anuncia els moments més literaris de la pintura francesa, el simbolisme i el surrealisme.